# Pachyneuron crassiculme
Pachyneuron crassiculme är en stekelart som beskrevs av James Waterston 1922. Pachyneuron crassiculme ingår i släktet Pachyneuron och familjen puppglanssteklar.
Artens utbredningsområde är Irak. Inga underarter finns listade i Catalogue of Life.